# Tir aux Jeux asiatiques de 2006
Les compétitions de tir aux Jeux asiatiques de 2006 ont eu lieu du 2 au 8 décembre 2006 au Lusail Shooting Range, à Doha, au Qatar. Vingt-deux épreuves étaient au programme (neuf féminines et treize masculines). Chaque épreuve a donné lieu à un podium individuel et à un podium par équipes. 
Pour les épreuves par équipes, seuls les points obtenus par les trois meilleurs tireurs (lors des qualifications le cas échéant) sont comptabilisés.

## Tableau des médailles
| Tir      | Tir aux Jeux asiatiques de 2006 | Tir aux Jeux asiatiques de 2006 | Tir aux Jeux asiatiques de 2006 | Tir aux Jeux asiatiques de 2006 | Tir aux Jeux asiatiques de 2006 |
| Position | Pays                            | Or                              | Argent                          | Bronze                          | Total                           |
| Position | Pays                            |                                 |                                 |                                 | Total                           |
| 1        | Chine                           | 27                              | 12                              | 6                               | 45                              |
| 2        | Kazakhstan                      | 6                               | 6                               | 7                               | 19                              |
| 3        | Corée du Sud                    | 3                               | 7                               | 10                              | 20                              |
| 4        | Inde                            | 3                               | 5                               | 6                               | 14                              |
| 5        | Koweït                          | 3                               | 1                               | 1                               | 5                               |
| 6        | Corée du Nord                   | 1                               | 4                               | 1                               | 6                               |
| 7        | Thaïlande                       | 1                               | 2                               | 3                               | 6                               |
| 8        | Japon                           | 0                               | 2                               | 0                               | 2                               |
| 9        | Qatar                           | 0                               | 1                               | 3                               | 4                               |
| 9        | Viêt Nam                        | 0                               | 1                               | 3                               | 4                               |
| 11       | Singapour                       | 0                               | 1                               | 0                               | 1                               |
| 11       | Turkménistan                    | 0                               | 1                               | 0                               | 1                               |
| 11       | Émirats arabes unis             | 0                               | 1                               | 0                               | 1                               |
| 14       | Taipei chinois                  | 0                               | 0                               | 2                               | 2                               |
| 15       | Liban                           | 0                               | 0                               | 1                               | 1                               |
| 15       | Mongolie                        | 0                               | 0                               | 1                               | 1                               |

## Femmes

### Carabine 10 m
| Médaille | Nom          | Pays       | Points |
| -------- | ------------ | ---------- | ------ |
|          | Du Li        | Chine      | 501,4  |
| Argent   | Zhao Yinghui | Chine      | 501,0  |
| Bronze   | Olga Dovgun  | Kazakhstan | 499,7  |

- La Chinoise Wu Liuxi avait obtenu le troisième meilleur score (500,4 points) de l'épreuve individuelle, mais le nombre de médaillés par nation dans une même épreuve étant de deux au maximum, c'est la Kazakhe Olga Dovgun qui a remporté la médaille de bronze.

### Carabine 10 m par équipes
| Médaille | Nom                                                          | Pays      | Points |
| -------- | ------------------------------------------------------------ | --------- | ------ |
|          | Du Li Wu Liuxi Zhao Yinghui                                  | Chine     | 1 192  |
| Argent   | Ser Xiang Wei Jasmi Ser Xiang Ying Adri Yong Yu Zhen Vanessa | Singapour | 1 183  |
| Bronze   | Tejaswini Sawant Suma Shirur Avneet Kaur Sidhu               | Inde      | 1 181  |

### Carabine 50 m tir couché
| Médaille | Nom                     | Pays       | Points |
| -------- | ----------------------- | ---------- | ------ |
|          | Olga Dovgun             | Kazakhstan | 591    |
| Argent   | Thanyalak Chotpaibunsin | Thaïlande  | 591    |
| Bronze   | Wang Chengyi            | Chine      | 591    |

### Carabine 50 m tir couché par équipes
| Médaille | Nom                                                            | Pays       | Points |
| -------- | -------------------------------------------------------------- | ---------- | ------ |
|          | Thanyalak Chotpaibunsin Paramaporn Ponglaokham Supamas Wankaew | Thaïlande  | 1 767  |
| Argent   | Liu Bo Wang Chengyi Wu Liuxi                                   | Chine      | 1 760  |
| Bronze   | Olga Dovgun Galina Korchma Varvara Kovalenko                   | Kazakhstan | 1 757  |

### Carabine 3 x 20 50 m
| Médaille | Nom           | Pays         | Points |
| -------- | ------------- | ------------ | ------ |
|          | Wang Chengyi  | Chine        | 685,4  |
| Argent   | Olga Dovgun   | Kazakhstan   | 682,3  |
| Bronze   | Na Yoon Kyung | Corée du Sud | 680,2  |

### Carabine 3 x 20 50 m par équipes
| Médaille | Nom                                          | Pays         | Points |
| -------- | -------------------------------------------- | ------------ | ------ |
|          | Liu Bo Wang Chengyi Wu Liuxi                 | Chine        | 1 744  |
| Argent   | Na Yoon Kyung Lee Hye Jin yi Sang Soon       | Corée du Sud | 1 739  |
| Bronze   | Olga Dovgun Galina Korchma Varvara Kovalenko | Kazakhstan   | 1 731  |

### Cible mobile 10 m
| Médaille | Nom            | Pays       | Points |
| -------- | -------------- | ---------- | ------ |
|          | Xu Xuan        | Chine      | 386    |
| Argent   | Natalya Gurova | Kazakhstan | 371    |
| Bronze   | Dang Hong Ha   | Viêt Nam   | 368    |

### Cible mobile 10 m par équipes
| Médaille | Nom                                           | Pays       | Points |
| -------- | --------------------------------------------- | ---------- | ------ |
|          | Juliya Berner Natalya Gurova Anna Pushkaryova | Kazakhstan | 1 083  |
| Argent   | Dang Hong Na Do Thu Tra Nguyen Thi Thu Hang   | Viêt Nam   | 1 064  |
| Bronze   | Anisa Jama Samsam Jama Amal Mhamud            | Qatar      | 912    |

### Pistolet 10 m
| Médaille | Nom               | Pays         | Points |
| -------- | ----------------- | ------------ | ------ |
|          | Tao Luna          | Chine        | 490,3  |
| Argent   | Guo Wenjun        | Chine        | 487,0  |
| Bronze   | Kim Byung Hee Kim | Corée du Sud | 484,6  |

### Pistolet 10 m par équipes
| Médaille | Nom                                   | Pays         | Points                      |
| -------- | ------------------------------------- | ------------ | --------------------------- |
|          | Chen Ying Guo Wenjun Tao Luna         | Chine        | 1 161 Record du monde égalé |
| Argent   | Shweta Chaudhry Sonia Rai Harven Srao | Inde         | 1 142                       |
| Bronze   | Boo Soon Hee Kim Byung Hee Hee Ho Lim | Corée du Sud | 1 140                       |

### Pistolet 25 m
| Médaille | Nom           | Pays         | Points |
| -------- | ------------- | ------------ | ------ |
|          | Chen Ying     | Chine        | 792,2  |
| Argent   | Tao Luna      | Chine        | 790,7  |
| Bronze   | Kim Byung Hee | Corée du Sud | 785,3  |

### Pistolet 25 m par équipes
| Médaille | Nom                                                         | Pays     | Points |
| -------- | ----------------------------------------------------------- | -------- | ------ |
|          | Chen Ying Cao Ying Tao Luna                                 | Chine    | 1 749  |
| Argent   | Yoko Inada Yukari Konishi Michiko Fukushima                 | Japon    | 1 729  |
| Bronze   | Gundegmaa Otryad Munkzul Tsogbadrah Kherlentsetseg Gantumur | Mongolie | 1 714  |

### Trap
| Médaille | Nom         | Pays           | Points |
| -------- | ----------- | -------------- | ------ |
|          | Chen Li     | Chine          | 89     |
| Argent   | Zhu Mei     | Chine          | 80     |
| Bronze   | Lin Yi Chun | Taipei chinois | 80     |

### Trap par équipes
| Médaille | Nom                                      | Pays          | Points |
| -------- | ---------------------------------------- | ------------- | ------ |
|          | Chen Li Wang Yujin Zhu Mei               | Chine         | 195    |
| Argent   | Chae Hye Gyong Kim Yong Bok Pak Yong-hui | Corée du Nord | 186    |
| Bronze   | Lee Bo Na Lee Jung A Lee Myung Ae        | Corée du Sud  | 174    |

### Skeet
| Médaille | Nom           | Pays          | Points |
| -------- | ------------- | ------------- | ------ |
|          | Kim Myong Hwa | Corée du Nord | 93     |
| Argent   | Wei Ning      | Chine         | 93     |
| Bronze   | Yu Xiumin     | Chine         | 92     |

### Skeet par équipes
| Médaille | Nom                                      | Pays          | Points            |
| -------- | ---------------------------------------- | ------------- | ----------------- |
|          | Wei Ning Yu Xiumin Zhang Donglian        | Chine         | 207 Record d'Asie |
| Argent   | Kim Myong Hwa Pak Jong Ran Pak Kum Hui   | Corée du Nord | 198               |
| Bronze   | Kim Yeun Hee Kwak Yu Hyun Son Hye Kyoung | Corée du Sud  | 193               |

### Double trap
| Médaille | Nom                  | Pays         | Points |
| -------- | -------------------- | ------------ | ------ |
|          | Son Hye Kyoung       | Corée du Sud | 105    |
| Argent   | Janejira Srisongkram | Thaïlande    | 103    |
| Bronze   | Lee Bo Na            | Corée du Sud | 101    |

### Double trap par équipes
| Médaille | Nom                                                           | Pays         | Points |
| -------- | ------------------------------------------------------------- | ------------ | ------ |
|          | Son Hye Kyoung Lee Bo Na Kim Mi Jin                           | Corée du Sud | 303    |
| Argent   | Zhang Yafei Wang Yujin Zhu Mei                                | Chine        | 288    |
| Bronze   | Janejira Srisongkram Punnapa Asvanit Supornpan Chewchalermmit | Thaïlande    | 275    |

## Hommes

### Carabine 10 m
| Médaille | Nom         | Pays         | Points |
| -------- | ----------- | ------------ | ------ |
|          | Liu Tianyou | Chine        | 700,8  |
| Argent   | Zhu Qinan   | Chine        | 698,3  |
| Bronze   | Yu Jaechul  | Corée du Sud | 697,9  |

### Carabine 10 m par équipes
| Médaille | Nom                                                                | Pays         | Points |
| -------- | ------------------------------------------------------------------ | ------------ | ------ |
|          | Li Jie Liu Tianyou Zhu Qinan                                       | Chine        | 1 786  |
| Argent   | Chae Kean Bae Kim Hyesung Yu Jaechul                               | Corée du Sud | 1 777  |
| Bronze   | Navanath Bhanud Faratade Gagan Narang Raghunath Padinchare Thermad | Inde         | 1 776  |

### Carabine 50 m tir couché
| Médaille | Nom             | Pays         | Points |
| -------- | --------------- | ------------ | ------ |
|          | Liu Gang        | Chine        | 696,1  |
| Argent   | Igor Pirekeev   | Turkménistan | 692,2  |
| Bronze   | Sergey Belyayev | Kazakhstan   | 692,0  |

### Carabine 50 m tir couché par équipes
| Médaille | Nom                                           | Pays         | Points |
| -------- | --------------------------------------------- | ------------ | ------ |
|          | Sergey Belyayev Vitaliy Dovgun Juriy Melsitov | Kazakhstan   | 1 762  |
| Argent   | Jeon Dongju Lee Hyun Tae Park Bong Duk        | Corée du Sud | 1 758  |
| Bronze   | Liu Gang Zhang Fu Zhang Lei                   | Chine        | 1 752  |

### Carabine 3 x 40 50 m
| Médaille | Nom          | Pays  | Points  |
| -------- | ------------ | ----- | ------- |
|          | Zhang Fu     | Chine | 1 268,0 |
| Argent   | Zhang Lei    | Chine | 1 266,8 |
| Bronze   | Gagan Narang | Inde  | 1 261,9 |

### Carabine 3 x 40 50 m par équipes
| Médaille | Nom                                          | Pays       | Points              |
| -------- | -------------------------------------------- | ---------- | ------------------- |
|          | Zhang Fu Zhang Lei Liu Tianyou               | Chine      | 3 494 Record d'Asie |
| Argent   | Vitaliy Dovgun Juriy Melsitov Juriy Yurkov   | Kazakhstan | 3 457               |
| Bronze   | Gagan Narang Sanjeev Rajput Imran Hasan Khan | Inde       | 3 456               |

### Cible mobile 10 m
| Médaille | Nom            | Pays       | Points |
| -------- | -------------- | ---------- | ------ |
|          | Gan Lin        | Chine      | 579    |
| Argent   | Rassim Mologly | Kazakhstan | 567    |
| Bronze   | Mohammed Haq   | Qatar      | 565    |

### Cible mobile 10 m par équipes
| Médaille | Nom                                             | Pays         | Points |
| -------- | ----------------------------------------------- | ------------ | ------ |
|          | Rassim Mologly Bakhtiyar Ibrayev Andrey Gurov   | Kazakhstan   | 1 693  |
| Argent   | Cho Se Jong Jeong You Jin Hwang Young Do        | Corée du Sud | 1 679  |
| Bronze   | Mohammed Haq Mohamed Abouteama Khalid Al Kuwari | Qatar        | 1 666  |

### Cible mobile mixte 10 m
| Médaille | Nom               | Pays       | Points |
| -------- | ----------------- | ---------- | ------ |
|          | Gan Lin           | Chine      | 389    |
| Argent   | Bakhtiyar Ibrayev | Kazakhstan | 380    |
| Bronze   | Andrey Gurov      | Kazakhstan | 376    |

### Cible mobile mixte 10 m par équipes
| Médaille | Nom                                             | Pays       | Points |
| -------- | ----------------------------------------------- | ---------- | ------ |
|          | Rassim Mologly Bakhtiyar Ibrayev Andrey Gurov   | Kazakhstan | 1 130  |
| Argent   | Mohammed Haq Mohamed Abouteama Khalid Al Kuwari | Qatar      | 1 107  |
| Bronze   | Tran Hoang Vu Nguyen Manh Cuong Nguyen Van Tung | Viêt Nam   | 1 090  |

### Pistolet 10 m
| Médaille | Nom           | Pays          | Points |
| -------- | ------------- | ------------- | ------ |
|          | Tan Zongliang | Chine         | 687,1  |
| Argent   | Kim Jong Su   | Corée du Nord | 684,8  |
| Bronze   | Jin Jong Oh   | Corée du Sud  | 683,4  |

### Pistolet 10 m par équipes
| Médaille | Nom                                               | Pays         | Points |
| -------- | ------------------------------------------------- | ------------ | ------ |
|          | Lin Zhongzaig Pang Wei Tan Zongliang              | Chine        | 1 744  |
| Argent   | Jin Jong Oh Kim Young Wook Lee Daemyung           | Corée du Sud | 1 739  |
| Bronze   | Hoang Xuan Vinh Nguyen Manh Tuong Tran Quoc Cuong | Viêt Nam     | 1 730  |

### Pistolet 25 m tir rapide
| Médaille | Nom            | Pays  | Points |
| -------- | -------------- | ----- | ------ |
|          | Liu Zhongsheng | Chine | 778,4  |
| Argent   | Zhang Penghui  | Chine | 778,1  |
| Bronze   | Vijay Kumar    | Inde  | 775,3  |

- Le Chinois Liu Guohui avait obtenu le troisième meilleur score (776,5 points) de l'épreuve individuelle, mais le nombre de médaillés par nation dans une même épreuve étant de deux au maximum, c'est l'Indien Vijay Kumar qui a remporté la médaille de bronze.

### Pistolet 25 m tir rapide par équipes
| Médaille | Nom                                                 | Pays       | Points |
| -------- | --------------------------------------------------- | ---------- | ------ |
|          | Zhang Penghui Liu Guohui Liu Zhongsheng             | Chine      | 1 738  |
| Argent   | Tomohiro Kida Teruyoshi Akiyama Shigefumi Harada    | Japon      | 1 721  |
| Bronze   | Vladimir Vokhmianin Sergey Vokhmianin Igor Shmotkin | Kazakhstan | 1 720  |

### Pistolet 25 m sport
| Médaille | Nom                   | Pays      | Points                    |
| -------- | --------------------- | --------- | ------------------------- |
|          | Jaspal Rana           | Inde      | 590 Record du monde égalé |
| Argent   | Liu Guohui            | Chine     | 587                       |
| Bronze   | Jakkrit Panichpatikum | Thaïlande | 586                       |

### Pistolet 25 m sport par équipes
| Médaille | Nom                                          | Pays         | Points |
| -------- | -------------------------------------------- | ------------ | ------ |
|          | Jaspal Rana Vijay Kumar Samresh Jung         | Inde         | 1 748  |
| Argent   | Park Byung Taek Hong Seong Hwan Jang Dae Kyu | Corée du Sud | 1 738  |
| Bronze   | Zhang Penghui Liu Guohui Liu Zhongsheng      | Chine        | 1 735  |

### Pistolet 25 m standard
| Médaille | Nom                 | Pays         | Points |
| -------- | ------------------- | ------------ | ------ |
|          | Jaspal Rana         | Inde         | 574    |
| Argent   | Park Byung Taek     | Corée du Sud | 571    |
| Bronze   | Vladimir Issachenko | Kazakhstan   | 570    |

### Pistolet 25 m standard par équipes
| Médaille | Nom                                                             | Pays         | Points |
| -------- | --------------------------------------------------------------- | ------------ | ------ |
|          | Park Byung Taek Hwang Yoon Sam Jang Dae Kyu                     | Corée du Sud | 1 696  |
| Argent   | Jaspal Rana Ronak Pandit Samresh Jung                           | Inde         | 1 690  |
| Bronze   | Jakkrit Panichpatikum Opas Ruengpanyawut Pongpol Kulchairattana | Thaïlande    | 1 686  |

### Pistolet 50 m
| Médaille | Nom               | Pays          | Points |
| -------- | ----------------- | ------------- | ------ |
|          | Xu Kun            | Chine         | 663,8  |
| Argent   | Rashid Yunusmetov | Kazakhstan    | 660,5  |
| Bronze   | Kim Jong Su       | Corée du Nord | 658,7  |

### Pistolet 50 m par équipes
| Médaille | Nom                                    | Pays          | Points |
| -------- | -------------------------------------- | ------------- | ------ |
|          | Xu Kun Pang Wei Tan Zongliang          | Chine         | 1 682  |
| Argent   | Kim Jong Su Ryu Myong Yon Kim Hyon Ung | Corée du Nord | 1 659  |
| Bronze   | Jin Jong Oh Kim Young Wook Lee Sang Do | Corée du Sud  | 1 657  |

### Trap
| Médaille | Nom                   | Pays   | Points |
| -------- | --------------------- | ------ | ------ |
|          | Naser Meqlad          | Koweït | 133    |
| Argent   | Manavjit Singh Sandhu | Inde   | 130    |
| Bronze   | Khaled Almudhaf       | Koweït | 128    |

### Trap par équipes
| Médaille | Nom                                                | Pays   | Points |
| -------- | -------------------------------------------------- | ------ | ------ |
|          | Abdulrahman Al Faihan Khaled Almudhaf Naser Meqlad | Koweït | 327    |
| Argent   | Manavjit Singh Sandhu Mansher Singh Anwer Sultan   | Inde   | 322    |
| Bronze   | Talih Bou Kamel Joseph Ishaya Hanna Joe Salem      | Liban  | 316    |

### Skeet
| Médaille | Nom             | Pays                | Points |
| -------- | --------------- | ------------------- | ------ |
|          | Salah Almutairi | Koweït              | 147    |
| Argent   | Saeed Almaktoum | Émirats arabes unis | 147    |
| Bronze   | Jin Di          | Chine               | 146    |

### Skeet par équipes
| Médaille | Nom                                                | Pays       | Points            |
| -------- | -------------------------------------------------- | ---------- | ----------------- |
|          | Sergey Yakshin Vladislav Mouhamediev Sergey Kolos  | Kazakhstan | 361 Record d'Asie |
| Argent   | Salah Almutairi Zaid Almutairi Abdullah Al-Rashidi | Koweït     | 360               |
| Bronze   | Qu Ridong Jin Di Li Xu                             | Chine      | 360               |

### Double trap
| Médaille | Nom                     | Pays  | Points |
| -------- | ----------------------- | ----- | ------ |
|          | Wang Nan                | Chine | 189    |
| Argent   | Hu Binyuan              | Chine | 188    |
| Bronze   | Rajyavardhan Si Rathore | Inde  | 185    |

### Double trap par équipes
| Médaille | Nom                                                   | Pays           | Points            |
| -------- | ----------------------------------------------------- | -------------- | ----------------- |
|          | Wang Nan Hu Binyuan Lui Anlong                        | Chine          | 424 Record d'Asie |
| Argent   | Rajyavardhan Si Rathore Ronjan Sodhi Vikram Bhatnagar | Inde           | 409               |
| Bronze   | Shih Wei Tin Chen Shih Wei Chang Chien Ming Shan      | Taipei chinois | 397               |